# پایکساید (ویرجینیای غربی)
پایکساید (به انگلیسی: Pikeside) یک منطقهٔ مسکونی در ایالات متحده آمریکا است که در شهرستان برکلی، ویرجینیای غربی واقع شده‌است.